# セアト・アローサ
セアト・アローサ (AROSA)は、スペインの自動車メーカー・セアトが1997年から2004年まで製造販売していたシティーカーである。

## 概要
セアト・マルベーリャの後継車として1997年3月、ジュネーブモーターショーにてデビュー。デザイナーはブガッティ・ヴェイロンなどをデザインしたことで知られる、Jozef Kabaň。
ラインナップは4人乗り3ドアハッチバックのみ。翌年発売開始したフォルクスワーゲン・ルポと姉妹車であり、両車ともセアト・イビサやフォルクスワーゲン・ポロが使用するA03プラットフォームを短縮したA00プラットフォームを使用している。
チェコ共和国の自動車メーカー・シュコダも1998年まで、アローサの姉妹車導入を計画していたが、正式導入には至らなかった。
当初はドイツのヴォルフスブルクにあるフォルクスワーゲンの工場で生産されていたが、1998年5月からはスペインのマルトレイにあるセアトの工場に生産を移管した。

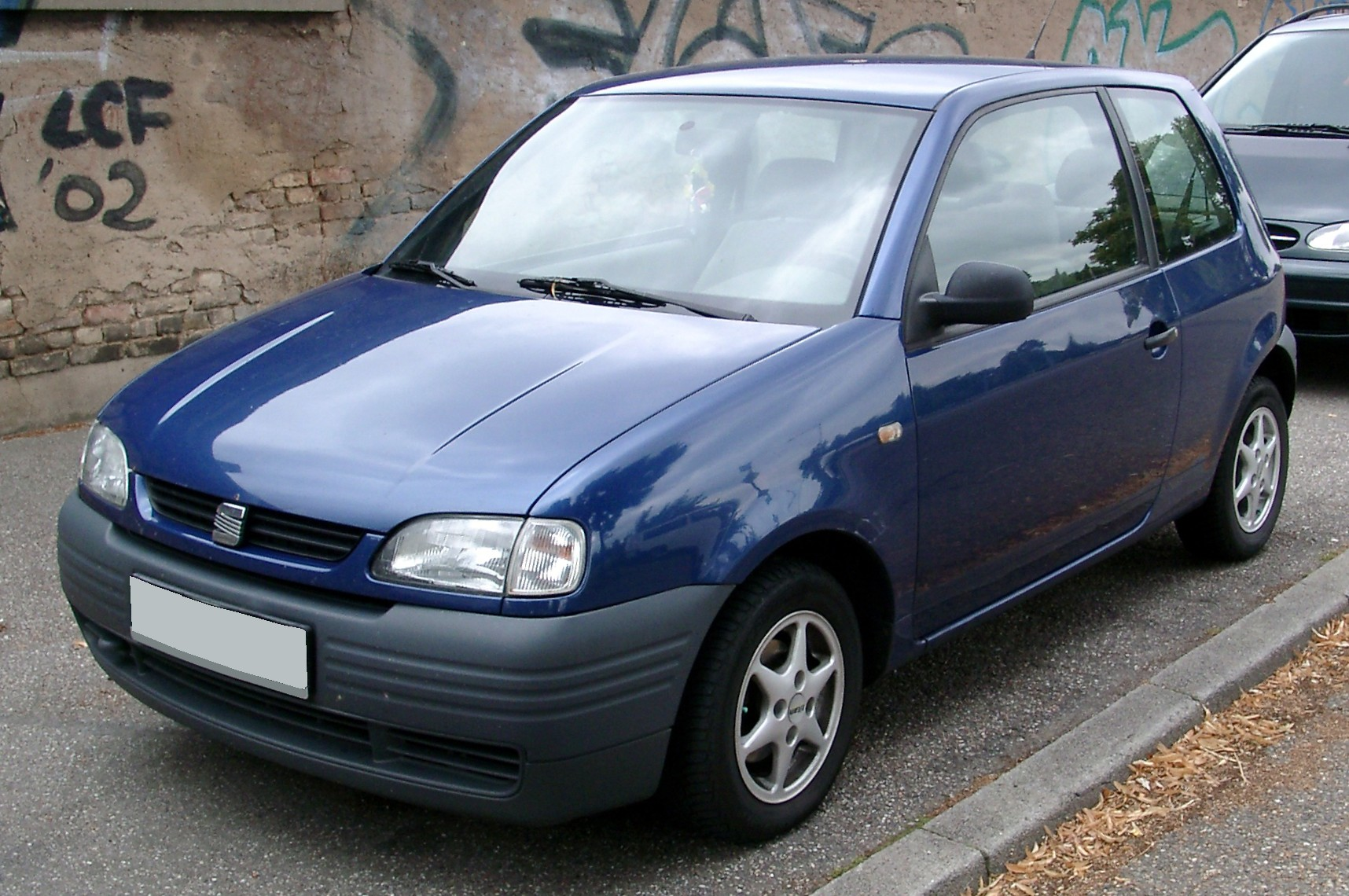
前期型、フロント
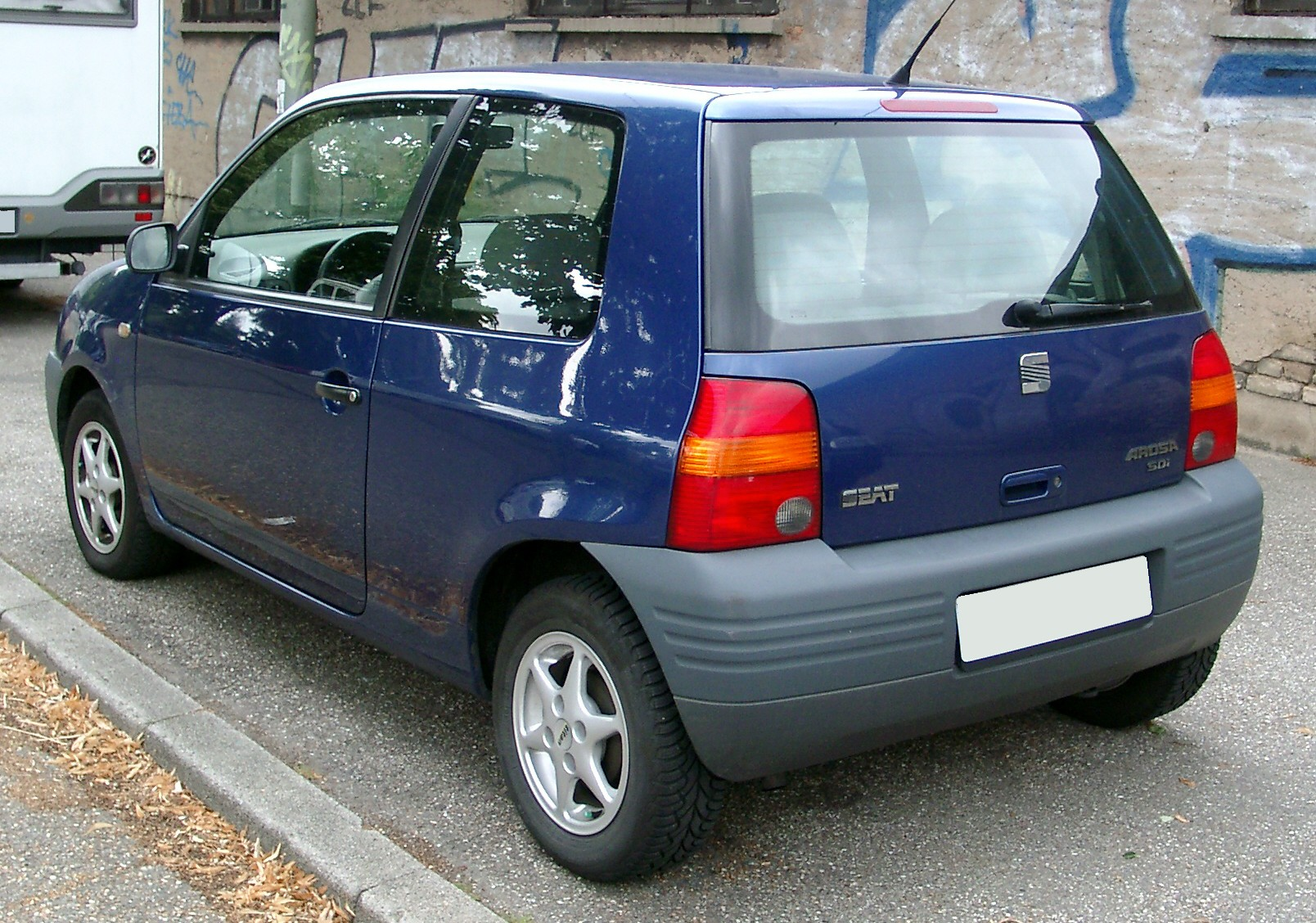
前期型、リア

2000年10月、パリモーターショーでマイナーチェンジ版が公開。外装だけでなくインテリアではダッシュボードのデザインなどが変更となった。
2004年6月、生産販売を終了した。生産終了後、同クラスの車は長らくラインナップされず、後継車であるセアト・Miijは2012年1月に発売された。

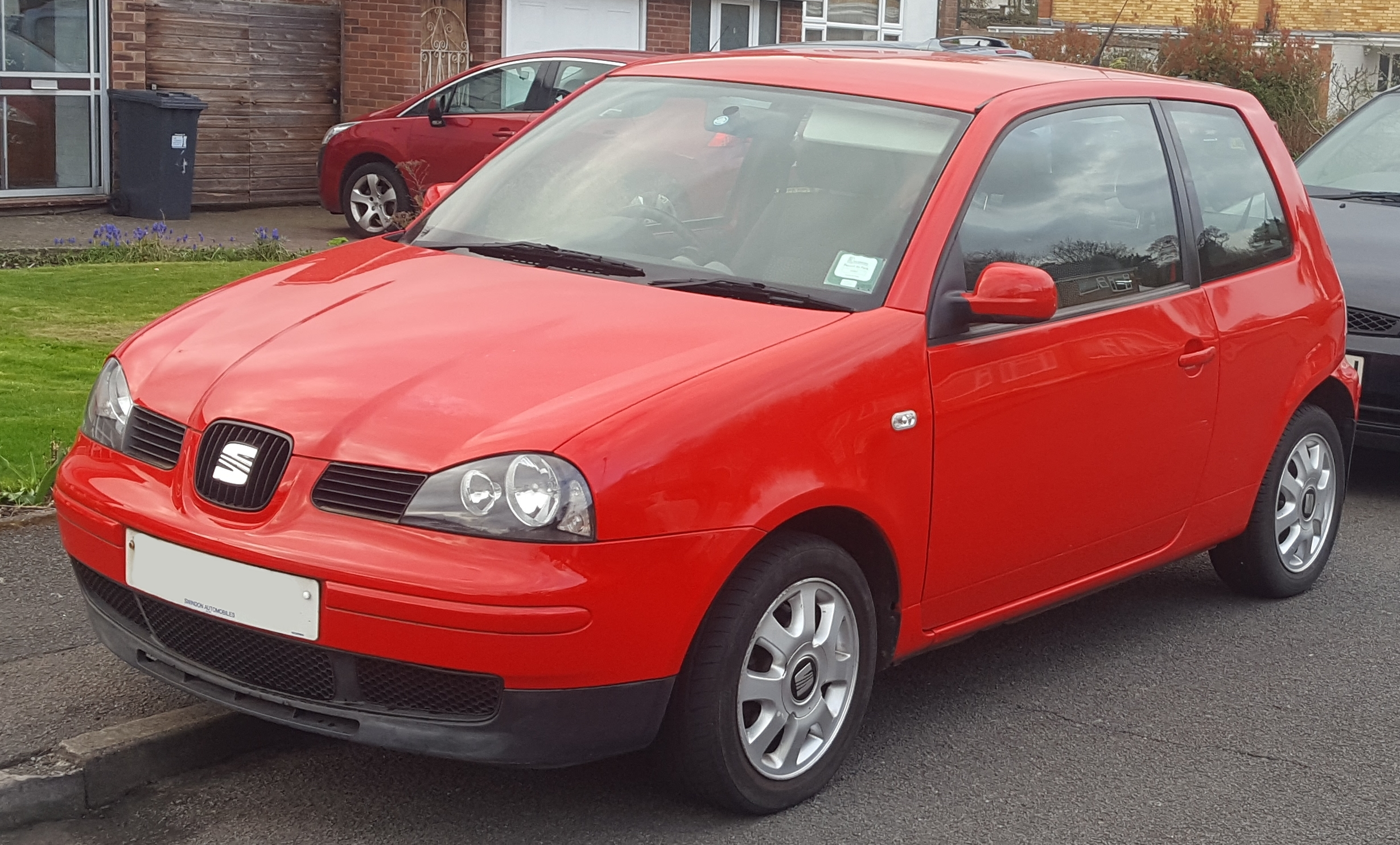
後期型、フロント
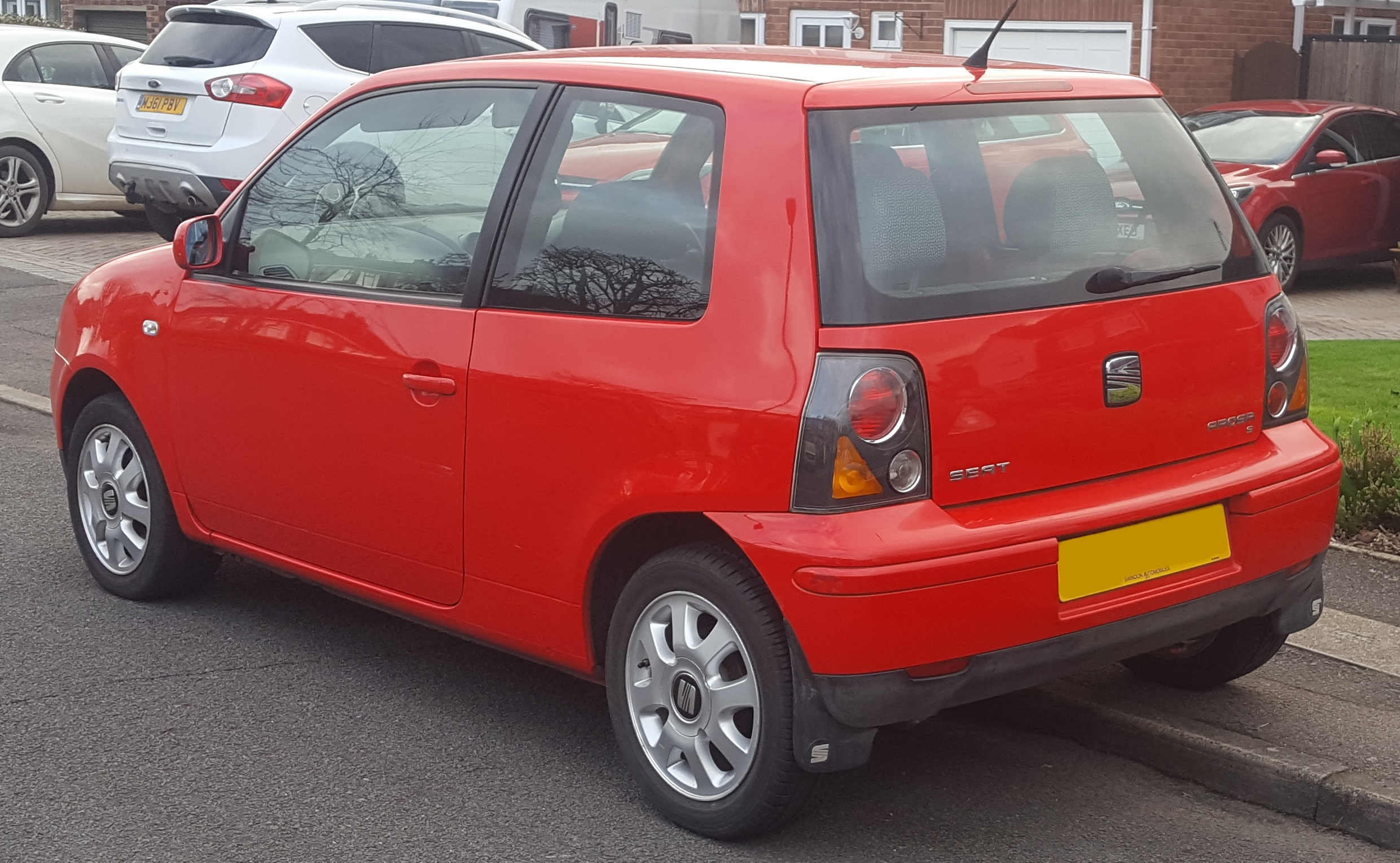
後期型、リア

## 車名
「AROSA (アローサ)」は、スペイン王国ガリシア州ポンテベドラ県にある都市「Vilagarcía de Arousa (ビラガルシーア・デ・アロウサ)」に由来する。

## エンジン
アローサには以下のエンジンが搭載されていました。
ガソリンエンジン
- 1.0 L (999 cc) 直列4気筒、 8バルブ SOHC, 37 kW (50 PS), 86 N·m (63.4 ft·lbf)
- 1.4 L (1390 cc) 直列4気筒、 8バルブ SOHC, 44 kW (60 PS), 116 N·m (85.6 ft·lbf)
- 1.4 L (1390 cc) 直列4気筒、 16バルブ DOHC, 74 kW (101 PS), 128 N·m (94.4 ft·lbf)

ディーゼルエンジン
- 1.2 L (1191 cc) TDI 直列3気筒、 6バルブ SOHC, 45 kW (61 PS), 140 N·m (103.2 ft·lbf)
- 1.4 L (1422 cc) TDI 直列3気筒、 6バルブ SOHC, 55 kW (75 PS), 195 N·m (143.8 ft·lbf)
- 1.7 L (1716 cc]) SDI 直列4気筒、 8バルブ SOHC, 44 kW (60 PS), 115 N·m (84.8 ft·lbf)

すべてのエンジンには5速MTが搭載され、1.4（44kW）には4速ATがオプションで設定されていた。